# Mladotice

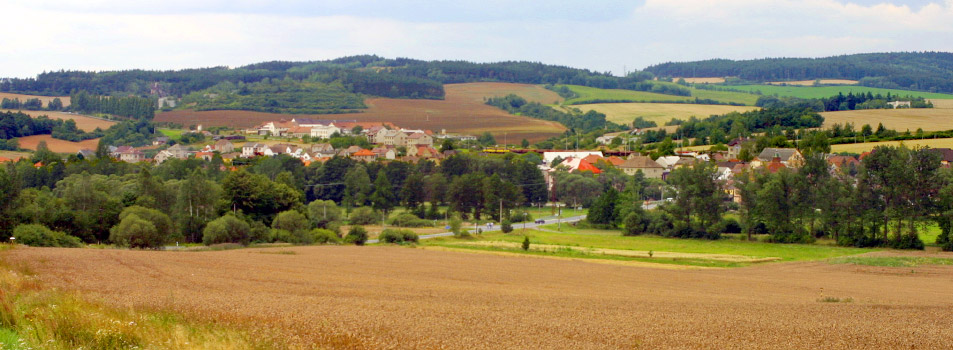
Mladotice (2006)

Mladotice (deutsch.: Mlatz) ist eine Gemeinde im nördlichen Teil des Bezirks Pilsen-Nord. Sie liegt 9 km westlich von Kralovice.

## Geschichte
Im Jahr 1115, als Mladotice zum Kloster Kladruby gehörte, wurde es erstmals in historischen Quellen erwähnt.

## Gemeindegliederung
Die Gemeinde besteht aus den Ortsteilen Černá Hať, Chrášťovice, Strážiště und Mladotice.

## Sehenswürdigkeiten
- Kapelle der Jungfrau Maria erbaut nach einem Entwurf von Johann Blasius Santini-Aichl in den Jahren 1708–1710
- Skulptur der Jungfrau Maria und Hl. Anna aus dem Jahr 1761.
- Kapelle der tschechoslowakischen hussitischen Kirche erbaut im Jahr 1937

## Söhne und Töchter
- Bohumír Janský – Geograf